# اليتيم والذئاب (فلم)
فيلم مصري تم عرضه 24 مارس 1993، ومدة الفيلم 90 دقيقة وهو من تاليف محمد خليل الزهار واخراج حسين عمارة.
الفيلم من أفلام عيد الفطر 1413 هـ.

## قصة الفيلم
تدور احداث الفيلم حول جريمة قتل حيث يقوم الشيخ صالح الذي قام بدوره الفنان عبد الغني ناصر بنصح صديقه المعلم زكريا والذي قام بدوره الفنان محمد الدفراوي وذلك من احل ترك المتاجرة بالمخدرات وقام الشيخ صالح بتهديد المعلم زكريا بترك تجارتهُ في المخدرات وإلا سيبلغ الشرطة، إلا أن زكريا يقرر التخلُّص من صالح بسبب تهديدهُ له ولعد قتله للشيخ صالح وتولى المعلم زكريا رعاية دياب وسعاد طفلي الشيخ صالح فتمر الايام ويصبح دياب شابا فيلتحق بالعمل بأحد المخازن وهناك يكتشف الحقيقة 

## أبطال الفيلم
| اسم الممثل      | دوره                       |
| --------------- | -------------------------- |
| فاروق الفيشاوي  | (دياب سعد)                 |
| عماد رشاد       | (محمد زكري)                |
| محمد الدفراوي   | (المعلم زكريا)             |
| إلهام شاهين     | (وردة)                     |
| حسين الشربيني   | (مسعد المراكبى)            |
| حسين عرعر       | (من رواد القهوة)           |
| لبنى الشيخ      | (سعاد سعد)                 |
| حمدي بتشان      | {مطرب بالقهوة]             |
| هيام سعيد       | (سعاد سعد - طفلة)          |
| حسني عبد الجليل | (توفيق كراره)              |
| ناصر شاهين      | (من عصابة توفيق كراره)     |
| محمود الحفناوي  | (طه المراكبى)              |
| إبراهيم القزم   | (المتحرش بوردة)            |
| رضا عبد الواحد  |                            |
| حسنين عبدالمنعم |                            |
| ممدوح عدلي كاسب | (فرج من عصابة توفيق كراره) |
| حسن شبل         | (التابعى البقال)           |
| كريمة مختار     | (فتحيه أم دياب)            |
| محمود العراقي   | (سعد)                      |
| فادي خفاجة      | (دياب سعد طفلا)            |
| شريف إدريس      | (محمد زكريا طفلا)          |
| عبد الغني ناصر  | (الشيخ صالح إمام المسجد)   |
| جليلة محمود     | (أم وردة)                  |

## طاقم العمل
| أدوار متعددة     | دوره                    |
| ---------------- | ----------------------- |
| حسين عمارة       | (مخرج)                  |
| محمد خليل الزهار | (قصة وسيناريو وحوار)    |
| محمد الطباخ      | (مونتير)                |
| غسان سالمض       | (مهندس الديكور)         |
| سعيد شيمي        | (مدير التصوير)          |
| أفلام محمد عمارة | (منتج)                  |
| منير الوسيمي     | (ألحان وموسيقى تصويرية) |

## وصلات خارجية
- مقالات تستعمل روابط فنية بلا صلة مع ويكي بيانات
- اليتيم والذئاب على موقع الدهليز
- اليتيم والذئاب على موقع شاهد فور
- اليتيم والذئاب على موقع الخل
- اليتيم والذئاب على موقع افيش سينما
- اليتيم والذئاب على موقع سمعها